# Trạm bơm bằng hơi nước D.F.Woudagemaal
Trạm bơm bằng hơi nước D.F.Woudagemaal (tiếng Hà Lan: Ir. D.F. Woudagemaal) là một trạm bơm nước vẫn còn hoạt động vận hành bằng hơi nước lớn nhất thế giới. Trạm bơm này được nữ hoàng Wilhelmina khánh thành ngày 7 tháng 10 năm 1920. Nó được xây dựng để bơm nước ra khỏi Friesland, một tỉnh ở phía bắc Hà Lan.
Năm 1967, sau 47 năm chạy bằng than, các nồi hơi nước này đã được chuyển sang đun bằng dầu. Công suất bơm của nó là 4.000 m³ mỗi phút, 1.000.000 GPM, 1.440 MGD. Trạm bơm vận hành liên tục cho đến năm 1966 nhưng hiện chỉ được sử dụng để bổ sung cho khả năng bơm hiện tại J.L. Hoogland ở Stavoren trong trường hợp mực nước đặc biệt cao ở Friesland. Điều này thường chỉ xảy ra vài ngày mỗi năm.
Tên trạm được gọi theo tên kỹ sư (ir.) D.F.Woudagemaal, người phụ trách dự án bơm thoát nước ở tỉnh Friesland, cùng với kỹ sư Dijxhorn. Trạm gồm có 4 máy hơi nước và 8 bơm ly tâm do hãng S.A. Machinefabriek Jaffa ở Utrecht sản xuất.
Năm 1998, trạm bơm nước này đã được UNESCO đưa vào danh sách di sản thế giới.